# Bob Filner
Bob Filner, né le 4 septembre 1942 à Pittsburgh en Pennsylvanie et mort le 20 avril 2025 à Costa Mesa en Californie, est un homme politique américain membre du Parti démocrate.

## Biographie
Il a été le 35e maire de la ville de San Diego en Californie, entre décembre 2012 et août 2013, contraint de démissionner de son poste à la suite d'accusations de harcèlement sexuel,. Todd Gloria lui a succédé par intérim, son successeur Kevin Faulconer ayant été élu en mars 2014.
Bob Filner avait été auparavant élu au Conseil municipal de San Diego pour le 8e district (1987-1993) puis à Chambre des représentants des États-Unis entre 1993 et 2012. En 2009, il reçoit le Prix Gusi de la Paix, catégorie « Législation ».